# Richard H. Anderson
Richard Heron Anderson (7. oktober 1821 – 26. juni 1879) var en karriereofficer i USA's hær og general i Amerikas Konfødererede Staters hær under den amerikanske borgerkrig.

## Tidlige år
Richard "Fighting Dick" Anderson blev født i High Hills of Santee på Hill Crest i Stateburg i South Carolina som søn af dr. William Wallace Anderson og hans kone Mary Jane Mackensie.
Anderson fik sin eksamen fra West Point i 1842 og blev udnævnt til midlertidig sekondløjtnant i 1st U.S. Dragoons. I 1845 deltog han i ekspeditionen, som gennemførte en militær besættelse af Texas. I den Mexicansk-amerikanske krig deltog han i Belejringen af Veracruz og de forskellige operationer til og med erobringen af Mexico City fra 12. september til 14. september 1847. Han blev premierløjtnant i 2d Dragoons den 13. juli 1848 og kaptajn den 3. marts 1855. Han gjorde ofte tjeneste ved den praktiske kavaleriskole på Carlisle Barracks og gjorde tjeneste i Kansas under kampene mellem tilhængere og modstandere af slaveri (Bleeding Kansas) i 1856-57. Han gjorde tjeneste på Fort Kearny i Nebraska fra 1859 til 1861.

## Borgerkrigen
Den 3. marts 1861 tog Anderson sin afsked fra den amerikanske hær og tiltrådte som oberst i 1st South Carolina Infantry regiment. Han fik kommandoen over området omkring Charleston havn efter erobringen af Fort Sumter. Han blev forfremmet til brigadegeneral den 19. juli og overført til Pensacola i Florida, hvor han blev såret i armen under Slaget ved Santa Rosa Island. I februar 1862 kom han (Sydstaternes) Army of the Potomac, som blev inkorporeret i Army of Northern Virginia senere samme forår, og her blev han brigadechef. I Peninsula kampagnen udmærkede han sig i Slaget ved Williamsburg, Slaget ved Seven Pines, og i Syvdagesslaget. I Slaget ved Glendale overtog han midlertidigt kommandoen over James Longstreets division. På grund af hans udmærkede indsats på Viriginia-halvøen blev han forfremmet til generalmajor den 14. juli 1862 og fik kommandoen over 2. division i Longstreets Første Korps i Army of Northern Virginia.
I det Andet slag ved Bull Run iværksatte Anderson et angreb som gennembrød Unionens linjer og sendte hæren på tilbagetog til Washington, D.C. I Slaget ved Antietam havde han den overordnede kommando ved hulvejen "Bloody Lane" i centrum af Sydstaternes forsvarslinie. Han blev såret i låret og forlod slaget, hvilket fik hans division til at gå i stå og senere sendt på flugt af et angreb i flanken. I Slaget ved Fredericksburg var hans division ikke kraftigt engageret i kampen. I slaget ved Chancellorsville var han ikke under Longstreets kommando (Longstreet var sendt på en opgave nær Suffolk i Virginia), men lagde pres på Unionens venstre fløj, mens Thomas J. "Stonewall" Jackson angreb den højre. Han og Lafayette McLaws forlod hovedkamplinien den 3. maj 1863 og rykkede mod øst for at opfange Unionens VI Korps, som under Johns Sedgwick var på vej bagom Army og Northern Virginia. Efter Jacksons død reorganiserede Lee sin hær i tre korps. Andersen var tilstrækkelig anerkendt af Lee til at blive overvejet til en af posterne, men det endte med, at hans division i stedet blev tildelt det nye korps under A.P. Hill.
I Slaget ved Gettysburg var Andersons division den tredje i en række, som nærmede sig byen vestfra den 1. juli og kom derfor så sent, at de ikke havde meget at gøre med de første kampe. Lee havde beordret Anderson i bivuak, for at hans division kunne være udhvilet til næste dag, hvilket kunne betegnes som en taktisk fejl. Hvis Anderson havde fået ordre på at angribe Cemetery Hill vestfra, og hvis Lee kunne have fået Richard S. Ewell til også at angribe nordfra, kunne Unionens linje være blevet brudt og slaget – ja selv krigen – kunne have været vundet. På slagets anden dag angreb Andersons division nær centrum af Unionens linje som opfølgning på angreb fra Longstreet (Hoods og McLaws divisioner) på hans højre side. Andersons højre fløj havde succes med at angribe Andrew A. Humphreyss division i III Korps langs Emmitsburg Road. Hans centrum under Ambrose R. Wright gennemborede den let forsvarede Cemetery Ridge og gjorde bedre fremskidt end Pickett's Charge den følgende dag. Hans venstre fløj kunne ikke opretholde det nødvendige momentum. Carnot Posey rykkede tøvende frem, og William Mahone rykkede slet ikke frem fra Seminary Ridge. Unionsforstærkninger hastede frem i et modangreb mod Wright, og han blev slået tilbage. Anderson fik kritik for sin ledelse under denne dags kampe. Han havde ikke effektiv kontrol over sine brigader, og hans angrebsplan, som indebar, at alle hans brigader angreb på linje uden nogen reserve, som kunne udnytte en succes, var ikke vel udtænkt. Den 3. juli deltog Andersons brigader under Cadmus M. Wilcox og David Lang i de sidste minutter af Picketts angreb, men begge blev drevet væk.
Næste forår i Slaget ved the Wilderness blev Longstreet såret, og Anderson tog over som chef for Første Korps og førte det gennem Overland kampagnen. Han blev forfremmet til midlertidig generalløjtnant den 31. maj 1864.
Da Longstreet vendte tilbage fra sin rekonvalescens i oktober, førte Anderson det nyoprettede Fjerde Korps i Army of Northern Virginia gennem Belejringen af Petersburg og retræten til Appomattox. Som bagtrop udkæmpede korpset Slaget ved Sayler's Creek den 6. april, og resterne af korpset blev slået sammen med Første Korps den 8. april. Dette efterlod Anderson uden en kommando, og han fortsatte hjem til South Carolina. Anderson blev benådet den 27. september 1865.

## Efter krigen
Efter krigen var Anderson statslig fosfatagent i South Carolina. Han døde i Beaufort, og ligger begravet der på kirkegården ved St. Helena's Episcopal Church.

## Person
Ganske modsat tidens fyrige sydstatsfolk var Anderson kendt i Army of Northern Virginia for sin venlighed, mildhed og beskedenhed. Hans beskedenhed gav ofte hans overordnede problemer, da han undlod enhver omtale af egne bedrifter i sine officielle rapporter.

## Eksterne links
- Militær biografi over Richard H. Anderson Arkiveret 5. marts 2008 hos  Wayback Machine from the Cullum biographies